# Гарабед Томасян
Гарабед Томасян е български общественик от арменски произход, политик от СДС.

## Биография
Роден е през 1935 г. в град Пловдив. Завършва Медицинския университет в родния си град.
Започва да работи като лекар в Момчилград и Крумовград. През 1967 г. се премества в Пловдив. От 1990 г. е председател на временния изпълнителен комитет на община Родопи. Между 16 октомври 1991 г. и 1 ноември 1995 г. е кмет на град Пловдив..